# ملعب هارابان بانجسا
ملعب هارابان بانجسا (بالإنجليزية: Harapan Bangsa Stadium)‏ هو ملعب كرة قدم يقع في باندا آتشيه، إندونيسيا، يتسع لـ 45,000 متفرج.

## التاريخ
تم وضع حجر الأساس للملعب عام 1991. بدأ بنائه في 1991 وافتتح عام 1997. تمت توسعته في 2008. تم تجديده في 2006.